# Хотенашвили, Белла
Белла Хотенашвили (груз. ბელა ხოტენაშვილი; род. 1 июня 1988, Телави) — грузинская шахматистка, гроссмейстер (2013).
В составе сборной Грузии чемпионка мира в 2015 году (чанду — Китай), участница 2-х Олимпиад (2010—2012), 2-х командных чемпионатов мира (2011—2013) и 2-х командных чемпионатов Европы (2009 и 2013).
Тренируется у Давида Джоджуа.

## Биография
Белла Хотенашвили родилась 1 июня 1988 года на востоке Грузинской ССР, в городе Телави. В 2004 году заняла первое место на юношеском чемпионате мира по шахматам в категории девушек до 16 лет. Окончила Тбилисский государственный университет, после чего продолжила обучение в Грузинском техническом университете, где получила степень магистра.
В 2009 году Хотенашвили победила в «Кубке Майи Чибурданидзе», вслед за чем она была приглашена в национальную сборную Грузии по шахматам. В составе сборной она в том же году приняла участие в командном чемпионате Европы по шахматам в Нови-Саде, по окончании которого сборная заняла второе место. На двух следующих турнирах (Женской шахматной олимпиаде 2010 года в Ханты-Мансийске и Чемпионате мира среди женских команд 2011 в Нинбо) Хотенашвили вместе с членами грузинской сборной смогла завоевать лишь бронзовые медали.

## Изменения рейтинга
| Графики недоступны из-за технических проблем. См. информацию на Фабрикаторе и на mediawiki.org. |